# Gary Lane Smith
Gary Lane Smith Merril (født 1939) er en amerikansk bryolog. Han var ansat ved New Yorks botaniske have fra 1969 til 1976. Smith er hans adoptivforældres navn. Merril er hans biologiske forældres navn.
G.L. Sm. er standardforkortelsen (autornavnet), i forbindelse med en plantes botaniske navn som f.eks. Polytrichastrum formosum. 